# Believe ×
「Believe ×」（ビリーヴ クロス）は、寿美菜子の楽曲。古屋真が作詞、堀江晶太が作曲を手掛けた。寿の7枚目のシングルとして2014年4月16日にMusicRay'nから発売された。
タイトルに「×」を入れたのは、デビューシングル「Shiny+」で作詞を手掛けた古屋真によるもので、「Shiny+」の「+」を回転させて「×」にすることが寿自身の成長に繋がるため付けたという。

## 音楽性
デビュー曲「Shiny+」のような「爽やかロック」を表現するため作詞を古屋真に依頼して原点回帰を図っている。歌詞は歌手デビュー当時の寿と現在の心境が反映されており、古屋のアドバイスで「前に進む」ことを盛り込んだため寿自身応援ソングのような印象を受けたという。
PVは、壇上に靴が並んだセットで寿が座りながら脚のみのダンスを披露したり靴を飛ばす内容になっているが、靴を飛ばす時はカメラの設置個所がかなり高かったため、真後ろに飛んだり、怪我人が続出する事態になったという。

## シングルリリース
2014年4月16日にMusicRay'nから発売された。寿のシングルとしては前作「pretty fever」から約5か月ぶりのリリースとなる。
販売形態は初回生産限定盤（SMCL-331/2）と通常盤（SMCL-333）の2種リリースで、初回生産限定盤には本曲のPVとTVスポットを収録したDVDが同梱されている。ジャケットの撮影はデビュー曲以来となる屋外で行われたが、気候が比較的寒い海辺だったため、スタッフがカイロやジェットヒーターを寿に当てていた。しかし寿自身はそのことで逆に寒さをあまり感じなかったという。
2曲目「交差点」は、ライブで盛り上がるバラードソング。星村麻衣が以前部分的に作成した楽曲とタイトルを基に、そこから掘り下げて交差点での出来事をテーマに脚本家になったつもりで考え、それを星村に告げて書かれたという。なお「交差点」の英訳が「クロスロード」であるため、寿自身「Believe ×に通じる」と述べている。

## シングル収録内容
| #         | タイトル                      | 作詞      | 作曲      | 編曲           | 時間  |
| --------- | ----------------------------- | --------- | --------- | -------------- | ----- |
| 1.        | 「Believe ×」                 | 古屋真    | 堀江晶太  | オオヤギヒロオ | 4:24  |
| 2.        | 「交差点」                    | 星村麻衣  | 星村麻衣  | 齋藤真也       | 4:52  |
| 3.        | 「Believe ×（Instrumental）」 |           |           |                | 4:23  |
| 合計時間: | 合計時間:                     | 合計時間: | 合計時間: | 合計時間:      | 13:40 |

| #  | タイトル                           | 作詞 | 作曲・編曲 |
| -- | ---------------------------------- | ---- | ---------- |
| 1. | 「Believe ×」(Music Clip)          |      |            |
| 2. | 「Believe ×」(TV Spot 15sec+30sec) |      |            |

## チャート
| チャート（2014年）                | 最高位 |
| --------------------------------- | ------ |
| オリコン                          | 18     |
| Billboard Japan Hot 100           | 82     |
| Billboard Japan Hot Singles Sales | 16     |
| Billboard Japan Hot Animation     | 15     |